# ソユーズに搭乗した宇宙飛行士の一覧
以下は、ソユーズに搭乗した宇宙飛行士の一覧である。
ソビエト連邦／ロシアの宇宙飛行士だけではなく、日本、ドイツ、フランス、カザフスタン、アメリカ合衆国、スロバキア、イタリア、南アフリカ共和国、ベラルーシ、スペイン、オランダ、ブラジル、イスラエル、ハンガリー、マレーシア、大韓民国、カナダ、デンマーク、イギリス等、様々な国の宇宙飛行士が搭乗している。

## 1960年代
| ミッション  | 打上げ日       | 帰還日         | コマンダー                       | パイロット                 | フライトエンジニア             | リサーチエンジニア         |
| ソユーズ1号 | 1967年4月23日  | 1967年4月24日  | －                               | ウラジーミル・コマロフ (2) | －                             | －                         |
| ソユーズ3号 | 1968年10月26日 | 1968年10月30日 | －                               | ゲオルギ・ベレゴヴォイ (1) | －                             | －                         |
| ソユーズ4号 | 1969年1月14日  | 1969年1月17日  | ウラジーミル・シャタロフ (1)     | －                         | ゲオルギ・ベレゴヴォイ (1)     | エフゲニー・フルノフ (1)   |
| ソユーズ5号 | 1969年1月15日  | 1969年1月18日  | ボリス・ヴォリノフ (1)           | －                         | アレクセイ・エリセーエフ (1)   | エフゲニー・フルノフ (1)   |
| ソユーズ6号 | 1969年10月11日 | 1969年10月16日 | ゲオルギー・ショーニン (1)       | －                         | ワレリー・クバソフ (1)         | －                         |
| ソユーズ7号 | 1969年10月12日 | 1969年10月17日 | アナトリー・フィリプチェンコ (1) | －                         | ウラディスラフ・ボルコフ (1)   | ヴィクトル・ゴルバトコ (1) |
| ソユーズ8号 | 1969年10月13日 | 1969年10月18日 | ウラジーミル・シャタロフ (2)     | －                         | アレクセイ・エリセーエフ (2)   | －                         |
| ソユーズ9号 | 1969年10月13日 | 1969年10月18日 | アンドリアン・ニコラエフ (2)     | －                         | ヴィタリー・セバスチャノフ (1) | －                         |
| ----------- | -------------- | -------------- | -------------------------------- | -------------------------- | ------------------------------ | -------------------------- |

## 1970年代
| ミッション                                 | 打上げ日       | 帰還日         | コマンダー                                                      | フライトエンジニア                                              | テストエンジニア リサーチコスモノート                           |
| ソユーズ10号                               | 1970年6月1日   | 1970年6月19日  | アンドリアン・ニコラエフ (2)                                    | ニコライ・ルカビシュニコフ (1)                                  | －                                                              |
| ソユーズ11号                               | 1971年4月23日  | 1971年4月25日  | ウラジーミル・シャタロフ (3)                                    | アレクセイ・エリセーエフ (3)                                    | ニコライ・ルカビシュニコフ (1)                                  |
| ソユーズ12号                               | 1973年9月27日  | 1973年9月29日  | ワシリー・ラザレフ (1)                                          | オレグ・マカロフ (1)                                            | －                                                              |
| ソユーズ13号                               | 1973年12月18日 | 1973年12月26日 | ピョートル・クリムク (1)                                        | ワレンティン・レベデフ (1)                                      | －                                                              |
| ソユーズ14号                               | 1973年12月18日 | 1973年12月26日 | パーヴェル・ポポーヴィチ (2)                                    | ユーリー・アルチューヒン (1)                                    | －                                                              |
| ソユーズ15号                               | 1974年8月26日  | 1974年8月28日  | ゲナジ・サラファノフ (1)                                        | レフ・デミン (1)                                                | －                                                              |
| ソユーズ16号                               | 1974年12月2日  | 1974年12月8日  | アナトリー・フィリプチェンコ (2)                                | ニコライ・ルカビシュニコフ (2)                                  | －                                                              |
| ソユーズ17号                               | 1975年1月11日  | 1975年2月9日   | アレクセイ・グバレフ (1)                                        | ゲオルギー・グレチコ (1)                                        | －                                                              |
| ソユーズ18a号                              | 1975年4月5日   | 1975年4月5日   | ワシリー・ラザレフ (2)                                          | オレグ・マカロフ (2)                                            | －                                                              |
| ソユーズ18号                               | 1975年5月24日  | 1975年7月26日  | ピョートル・クリムク (2)                                        | ヴィタリー・セバスチャノフ (2)                                  | －                                                              |
| ソユーズ19号（アポロ・ソユーズテスト計画） | 1975年7月15日  | 1975年7月24日  | アレクセイ・レオーノフ (2)                                      | ワレリー・クバソフ (2)                                          | －                                                              |
| ソユーズ21号                               | 1976年7月6日   | 1976年8月24日  | ボリス・ヴォリノフ (2)                                          | ビタリー・ジョロボフ (1)                                        | －                                                              |
| ソユーズ22号                               | 1976年9月15日  | 1976年9月23日  | ヴァレリー・ブィコフスキー (2)                                  | ウラジーミル・アクショーノフ (1)                                | －                                                              |
| ソユーズ23号                               | 1976年10月14日 | 1976年10月16日 | ヴャチェスラフ・ズードフ (1)                                    | ワレーリ・ロズデストベンスキー (1)                              | －                                                              |
| ソユーズ24号                               | 1977年2月7日   | 1977年2月25日  | ヴィクトル・ゴルバトコ (2)                                      | ユーリ・グラズコフ (1)                                          | －                                                              |
| ソユーズ25号                               | 1977年10月9日  | 1977年10月11日 | ウラジーミル・コワリョーノク (1)                                | ワレリー・リューミン (1)                                        | －                                                              |
| ソユーズ26号                               | 1977年12月10日 | 1978年1月16日  | ユーリ・ロマネンコ (1) ウラジーミル・ジャニベコフ (1)           | ゲオルギー・グレチコ (2) オレグ・マカロフ (3)                   | －                                                              |
| ソユーズ27号                               | 1978年1月10日  | 1978年3月16日  | ウラジーミル・ジャニベコフ (1) オレグ・マカロフ (3)             | ユーリ・ロマネンコ (1) ゲオルギー・グレチコ (2)                 | －                                                              |
| ソユーズ28号                               | 1978年3月2日   | 1978年3月10日  | アレクセイ・グバレフ (2)                                        | ウラジミル・レメック (1)                                        | －                                                              |
| ソユーズ29号                               | 1978年6月15日  | 1978年9月3日   | ウラジーミル・コワリョーノク (2) ヴァレリー・ブィコフスキー (3) | アレクサンドル・イワンチェンコフ (1) ジークムント・イェーン (1) | －                                                              |
| ソユーズ30号                               | 1978年6月27日  | 1978年7月5日   | ピョートル・クリムク (3)                                        | －                                                              | ミロスワフ・ヘルマシェフスキ (1)                                |
| ソユーズ31号                               | 1978年8月26日  | 1978年11月2日  | ヴァレリー・ブィコフスキー (3) ウラジーミル・コワリョーノク (2) | －                                                              | ジークムント・イェーン (1) アレクサンドル・イワンチェンコフ (1) |
| ソユーズ32号                               | 1979年2月25日  | 1979年6月13日  | ウラジーミル・リャホフ (1)                                      | ワレリー・リューミン (2)                                        | －                                                              |
| ソユーズ33号                               | 1979年4月10日  | 1979年4月12日  | ニコライ・ルカビシュニコフ (3)                                  | －                                                              | ギオルギー・イワノフ (1)                                        |
| ソユーズ34号                               | 1979年6月6日   | 1979年8月19日  | ウラジーミル・リャホフ (1)                                      | ワレリー・リューミン (2)                                        | －                                                              |
| ------------------------------------------ | -------------- | -------------- | --------------------------------------------------------------- | --------------------------------------------------------------- | --------------------------------------------------------------- |

## 1980年代
| ミッション   | 打上げ日       | 帰還日         | コマンダー                                                | フライトエンジニア                                          | リサーチコスモノート                                                  |
| ソユーズ35号 | 1980年4月9日   | 1980年6月3日   | レオニード・ポポフ (1) ワレリー・クバソフ (3)             | ワレリー・リューミン (3)                                    | ファルカシュ・ベルタラン (1)                                          |
| ソユーズ36号 | 1980年5月26日  | 1980年7月31日  | ワレリー・クバソフ (3) ヴィクトル・ゴルバトコ (3)         | －                                                          | ファルカシュ・ベルタラン (1) ファム・トゥアン (1)                     |
| ソユーズT-2  | 1980年6月5日   | 1980年6月9日   | ユーリイ・マリシェフ (1)                                  | ウラジーミル・アクショーノフ (2)                            | －                                                                    |
| ソユーズ37号 | 1980年7月23日  | 1980年10月11日 | ヴィクトル・ゴルバトコ (3) レオニード・ポポフ (1)         | ファム・トゥアン (1) ワレリー・リューミン (3)               | －                                                                    |
| ソユーズ38号 | 1980年9月18日  | 1980年9月26日  | ユーリ・ロマネンコ (2)                                    | アルナルド・タマヨ・メンデス (1)                            | －                                                                    |
| ソユーズT-3  | 1980年11月27日 | 1980年12月10日 | レオニード・キジム (1)                                    | オレグ・マカロフ (4)                                        | ゲンナジー・ストレカロフ (1)                                          |
| ソユーズT-4  | 1981年3月12日  | 1981年5月26日  | ウラジーミル・コワリョーノク (3)                          | ヴィクトル・サヴィヌイフ (1)                                | －                                                                    |
| ソユーズ39号 | 1981年3月22日  | 1981年3月30日  | ウラジーミル・ジャニベコフ (2)                            | －                                                          | ジェクテルデミット・グラグチャ (1)                                    |
| ソユーズ40号 | 1981年5月14日  | 1981年5月22日  | レオニード・ポポフ (2)                                    | －                                                          | ドゥミトール・プルナリウ (1)                                          |
| ソユーズT-5  | 1981年5月13日  | 1981年8月27日  | アナトリー・ベレゾボイ (1) レオニード・ポポフ (3)         | ワレンティン・レベデフ (2) アレクサンドル・セレブロフ (1)   | スベトラーナ・サビツカヤ (1)                                          |
| ソユーズT-6  | 1981年6月24日  | 1981年7月2日   | ウラジーミル・ジャニベコフ (3)                            | アレクサンドル・イワンチェンコフ (2)                        | ジャン＝ルー・クレティエン (1)                                        |
| ソユーズT-7  | 1981年8月19日  | 1981年12月10日 | レオニード・ポポフ (3)                                    | アレクサンドル・セレブロフ (1)                              | スベトラーナ・サビツカヤ (1)                                          |
| ソユーズT-8  | 1983年4月20日  | 1983年4月22日  | ウラジーミル・チトフ (1)                                  | ゲンナジー・ストレカロフ (2)                                | アレクサンドル・セレブロフ (2)                                        |
| ソユーズT-9  | 1983年6月27日  | 1983年11月23日 | ウラジーミル・リャホフ (2)                                | アレクサンドル・アレクサンドロフ (1)                        | －                                                                    |
| ソユーズT-10 | 1984年2月8日   | 1984年4月11日  | レオニード・キジム (2) ユーリイ・マリシェフ (2)           | ウラジーミル・ソロフィエフ (1) ゲンナジー・ストレカロフ (3) | オレグ・アトコフ (1) ラケッシュ・シャルマ (1)                         |
| ソユーズT-11 | 1984年4月3日   | 1984年10月2日  | ユーリイ・マリシェフ (2) レオニード・キジム (2)           | ゲンナジー・ストレカロフ (3) ウラジーミル・ソロフィエフ (1) | ラケッシュ・シャルマ (1) オレグ・アトコフ (1)                         |
| ソユーズT-12 | 1984年7月17日  | 1984年7月29日  | ウラジミール・ジャニベコフ (4)                            | スベトラーナ・サビツカヤ (2)                                | イゴール・ボルク (1)                                                  |
| ソユーズT-13 | 1985年6月6日   | 1985年9月26日  | ウラジミール・ジャニベコフ (5)                            | ヴィクトル・サヴィヌイフ (2) ゲオルギー・グレチコ (3)       | －                                                                    |
| ソユーズT-14 | 1985年9月17日  | 1985年11月21日 | ウラジーミル・ヴァシューチン (1)                          | ゲオルギー・グレチコ (3) ヴィクトル・サヴィヌイフ (2)       | アレクサンドル・ヴォルコフ (1)                                        |
| ソユーズT-15 | 1986年3月13日  | 1985年7月16日  | レオニード・キジム (3)                                    | ウラジーミル・ソロフィエフ (2)                              | －                                                                    |
| ソユーズTM-2 | 1987年2月5日   | 1987年7月30日  | ユーリ・ロマネンコ (3) アレクサンドル・ヴィクトレンコ (1) | アレクサンドル・ラフェイキン (1)                            | ムハンマド・ファーリス (1)                                            |
| ソユーズTM-3 | 1987年7月22日  | 1987年12月29日 | アレクサンドル・ヴィクトレンコ (1) ユーリ・ロマネンコ (3) | アレクサンドル・アレクサンドロフ (2)                        | ムハンマド・ファーリス (1) アナトリー・レフチェンコ (1)               |
| ソユーズTM-4 | 1987年12月21日 | 1988年6月17日  | ウラジーミル・チトフ (3) アナトリー・ソロフィエフ (1)     | ムサ・マナロフ (1) ビクトール・サビニャク (3)               | アナトリー・レフチェンコ (1) アレクサンドル・アレクサンドロフ (1)     |
| ソユーズTM-5 | 1988年6月7日   | 1988年9月7日   | アナトリー・ソロフィエフ (1) ウラジーミル・リャホフ (3)   | ヴィクトル・サヴィヌイフ (3)                                | アレクサンドル・アレクサンドロフ (1) アブドゥルアフド・ムハンマド (1) |
| ソユーズTM-6 | 1988年8月29日  | 1988年12月21日 | ウラジーミル・リャホフ (3) ウラジーミル・チトフ (3)       | ワレリー・ポリャコフ (1) ムーサ・マナロフ (1)               | アブドゥルアフド・ムハンマド (1) ジャン＝ルー・クレティエン (2)       |
| ソユーズTM-7 | 1988年11月26日 | 1989年4月27日  | アレクサンドル・ヴォルコフ (2)                            | セルゲイ・クリカレフ (1)                                    | ジャン＝ルー・クレティエン (2) ワレリー・ポリャコフ (1)               |
| ソユーズTM-8 | 1989年9月5日   | 1990年2月19日  | アレクサンドル・ヴィクトレンコ (2)                        | アレクサンドル・セレブロフ (3)                              | －                                                                    |
| ------------ | -------------- | -------------- | --------------------------------------------------------- | ----------------------------------------------------------- | --------------------------------------------------------------------- |

## 1990年代
| ミッション    | 打上げ日      | 帰還日         | コマンダー                                                | フライトエンジニア                                               | リサーチコスモノート                                                          |
| ソユーズTM-9  | 1990年2月11日 | 1990年8月9日   | アナトリー・ソロフィエフ (2)                              | アレクサンドル・バランジン (1)                                   | －                                                                            |
| ソユーズTM-10 | 1990年8月1日  | 1990年12月10日 | ゲンナジー・マナコフ (1)                                  | ゲンナジー・ストレカロフ (4)                                     | 秋山豊寛 日本 (1)                                                             |
| ソユーズTM-11 | 1990年12月2日 | 1991年5月26日  | ヴィクトル・アファナシェフ (1)                            | ムーサ・マナロフ (2)                                             | 秋山豊寛 日本 (1) ヘレン・シャーマン (1)                                      |
| ソユーズTM-12 | 1991年3月18日 | 1991年10月10日 | アナトリー・アルツェバルスキー (1)                        | セルゲイ・クリカレフ (2) トクタル・アウバキロフ (1)              | ヘレン・シャーマン (1) フランツ・フィーベック (1)                             |
| ソユーズTM-13 | 1991年10月2日 | 1992年3月25日  | アレクサンドル・ヴォルコフ (3)                            | トクタル・アウバキロフ (1) セルゲイ・クリカレフ (2)              | フランツ・フィーベック (1) クラウス＝ディートリッヒ・フラーデ ドイツ (1)      |
| ソユーズTM-14 | 1992年3月17日 | 1992年8月10日  | アレクサンドル・ヴィクトレンコ (3)                        | アレクサンドル・カレリ (1)                                       | クラウス＝ディートリッヒ・フラーデ ドイツ (1) ミシェル・トニーニ フランス (1) |
| ソユーズTM-15 | 1992年7月27日 | 1993年2月1日   | アナトリー・ソロフィエフ (3)                              | セルゲイ・アヴデエフ (1)                                         | ミシェル・トニーニ フランス (1)                                               |
| ソユーズTM-16 | 1993年1月24日 | 1993年7月22日  | ゲンナジー・マナコフ (2)                                  | アレクサンドル・ポレシチューク (1)                               | ジャン＝ピエール・エニュレ フランス (1)                                       |
| ソユーズTM-17 | 1993年7月1日  | 1994年1月14日  | ワシリー・ツィブリエフ (1)                                | アレクサンドル・セレブロフ (4)                                   | ジャン＝ピエール・エニュレ フランス (1)                                       |
| ソユーズTM-18 | 1994年1月8日  | 1994年7月9日   | ヴィクトル・アファナシェフ (2)                            | ユーリー・ウサチェフ (1)                                         | ワレリー・ポリャコフ (2)                                                      |
| ソユーズTM-19 | 1994年7月1日  | 1994年11月4日  | ユーリ・マレンチェンコ (1)                                | タルガット・ムサバイエフ カザフスタン (1)                        | ウルフ・メルボルト ドイツ (3)                                                 |
| ソユーズTM-20 | 1994年10月3日 | 1995年3月22日  | アレクサンドル・ヴィクトレンコ (4)                        | エレーナ・コンダコワ (1)                                         | ウルフ・メルボルト ドイツ (3) ワレリー・ポリャコフ (2)                        |
| ソユーズTM-21 | 1994年3月14日 | 1995年9月11日  | ウラジーミル・デジュロフ (1) アナトリー・ソロフィエフ (4) | ゲンナジー・ストレカロフ (5) ニコライ・ブダーリン (1)            | ノーマン・サガード アメリカ合衆国 (5)                                         |
| ソユーズTM-22 | 1995年9月3日  | 1996年2月29日  | ユーリー・ギジェンコ (1)                                  | セルゲイ・アヴデエフ (2)                                         | トーマス・ライター ドイツ (1)                                                 |
| ソユーズTM-23 | 1996年2月21日 | 1996年9月2日   | ユーリー・オヌフリエンコ (1)                              | ユーリー・ウサチェフ (2)                                         | クローディ・アンドレ＝デシェ フランス (1)                                     |
| ソユーズTM-24 | 1996年8月17日 | 1997年3月2日   | ワレリー・コルズン (1)                                    | アレクサンドル・カレリ (2)                                       | クローディ・アンドレ＝デシェ フランス (1) ラインホルト・エヴァルト ドイツ (1) |
| ソユーズTM-25 | 1997年2月10日 | 1997年8月14日  | ワシリー・ツィブリエフ (2)                                | アレクサンドル・ラズトキン (1)                                   | ラインホルト・エヴァルト ドイツ (1)                                           |
| ソユーズTM-26 | 1997年8月5日  | 1998年2月19日  | アナトリー・ソロフィエフ (5)                              | パーヴェル・ヴィノグラードフ (1)                                 | レオポルド・アイハーツ フランス (1)                                           |
| ソユーズTM-27 | 1998年1月29日 | 1998年8月25日  | タルガット・ムサバイエフ カザフスタン (2)                 | ニコライ・ブダーリン (2)                                         | レオポルド・アイハーツ フランス (1) ユーリー・バトゥーリン (1)                |
| ソユーズTM-28 | 1998年8月13日 | 1999年2月28日  | ゲンナジー・パダルカ (1)                                  | セルゲイ・アヴデエフ (3)                                         | ユーリー・バトゥーリン (1) イヴァン・ベラ スロバキア (1)                      |
| ソユーズTM-29 | 1999年2月20日 | 1999年8月28日  | ヴィクトル・アファナシェフ (3)                            | ジャン＝ピエール・エニュレ フランス (2) セルゲイ・アヴデエフ (3) | イヴァン・ベラ スロバキア(1)                                                  |
| ------------- | ------------- | -------------- | --------------------------------------------------------- | ---------------------------------------------------------------- | ----------------------------------------------------------------------------- |

## 2000年代
| ミッション     | 打上げ日       | 帰還日         | コマンダー                                                               | フライトエンジニア                                                          | リサーチコスモノート 宇宙飛行関係者                                               |
| ソユーズTM-30  | 2000年4月4日   | 2000年6月16日  | セルゲイ・ザリョーチン (1)                                               | アレクサンドル・カレリ (3)                                                  | －                                                                                |
| ソユーズTM-31  | 2000年10月31日 | 2001年5月6日   | ユーリー・ギジェンコ (2) タルガット・ムサバイエフ カザフスタン (3)       | セルゲイ・クリカレフ (5) ユーリー・バトゥーリン (2)                         | ウィリアム・シェパード アメリカ合衆国 (4) デニス・チトー アメリカ合衆国 (1)       |
| ソユーズTM-32  | 2001年4月28日  | 2001年10月31日 | タルガット・ムサバイエフ カザフスタン (3) ヴィクトル・アファナシェフ (4) | ユーリー・バトゥーリン (2) クローディ・エニュレ フランス (2)                | デニス・チトー アメリカ合衆国 (1) コンスタンチン・コゼエフ フランス (1)           |
| ソユーズTM-33  | 2001年10月21日 | 2002年5月5日   | ヴィクトル・アファナシェフ (4) ユーリー・ギジェンコ (3)                  | クローディ・エニュレ フランス (2) ロベルト・ヴィットーリ イタリア (1)       | コンスタンチン・コゼエフ (1) マーク・シャトルワース 南アフリカ共和国 (1)          |
| ソユーズTM-34  | 2002年4月25日  | 2002年11月10日 | ユーリー・ギジェンコ (3) セルゲイ・ザリョーチン (2)                      | ロベルト・ヴィットーリ イタリア (1) フランク・ディベナ ベルギー (1)         | マーク・シャトルワース 南アフリカ共和国 (1) ユーリ・ロンチャコフ (2)              |
| ソユーズTMA-1  | 2002年10月30日 | 2003年5月4日   | セルゲイ・ザリョーチン (2) ニコライ・ブダーリン (3)                      | フランク・ディベナ ベルギー (1) ケネス・バウアーソックス アメリカ合衆国 (5) | ユーリ・ロンチャコフ (2) ドナルド・ペティ アメリカ合衆国 (1)                      |
| ソユーズTMA-2  | 2003年4月26日  | 2003年10月28日 | ユーリ・マレンチェンコ (3)                                               | エドワード・ルー アメリカ合衆国 (3)                                         | ペドロ・デュケ スペイン (2)                                                       |
| ソユーズTMA-3  | 2003年10月18日 | 2004年4月30日  | アレクサンドル・カレリ (4)                                               | マイケル・フォール アメリカ合衆国 (6)                                       | ペドロ・デュケ スペイン (2) アンドレ・カイパース オランダ (1)                     |
| ソユーズTMA-4  | 2004年4月19日  | 2004年10月24日 | ゲンナジー・パダルカ (2)                                                 | マイケル・フィンク アメリカ合衆国 (1)                                       | アンドレ・カイパース オランダ (1) ユーリ・シャーギン (1)                          |
| ソユーズTMA-5  | 2004年10月14日 | 2005年4月24日  | サリザン・シャリポフ (2)                                                 | リロイ・チャオ アメリカ合衆国 (4)                                           | ユーリ・シャーギン (1) ロベルト・ヴィットーリ イタリア (2)                        |
| ソユーズTMA-6  | 2005年4月15日  | 2005年10月11日 | セルゲイ・クリカレフ (6)                                                 | ジョン・フィリップス アメリカ合衆国 (2)                                     | ロベルト・ヴィットーリ イタリア (2) グレゴリー・オルセン アメリカ合衆国 (1)       |
| ソユーズTMA-7  | 2005年10月1日  | 2006年4月8日   | ワレリー・トカレフ (2)                                                   | ウィリアム・マッカーサー アメリカ合衆国 (4)                                 | グレゴリー・オルセン アメリカ合衆国 (1) マルコス・ポンテス ブラジル (1)           |
| ソユーズTMA-8  | 2006年3月30日  | 2006年9月29日  | パーヴェル・ヴィノグラードフ (2)                                         | ジェフリー・ウィリアムズ アメリカ合衆国 (2)                                 | マルコス・ポンテス ブラジル (1) アニューシャ・アンサリ イラン (1)                 |
| ソユーズTMA-9  | 2006年9月18日  | 2007年4月21日  | ミハイル・チューリン (2)                                                 | マイケル・ロペズ＝アレグリア アメリカ合衆国 (4)                             | アニューシャ・アンサリ イラン (1) · チャールズ・シモニー ハンガリー (1)           |
| ソユーズTMA-10 | 2007年4月7日   | 2007年10月21日 | オレッグ・コトフ (1)                                                     | フョードル・ユールチキン (2)                                                | チャールズ・シモニー ハンガリー (1) · シェイク・ムザファ・シュコア マレーシア (1) |
| ソユーズTMA-11 | 2007年10月10日 | 2008年4月19日  | ユーリ・マレンチェンコ (4)                                               | ペギー・ウィットソン アメリカ合衆国 (2)                                     | シェイク・ムザファ・シュコア (1) 李素妍 韓国 (1)                                  |
| ソユーズTMA-12 | 2008年4月8日   | 2008年10月24日 | セルゲイ・ヴォルコフ (1)                                                 | オレグ・コノネンコ (1)                                                      | 李素妍 韓国 (1) リチャード・ギャリオット アメリカ合衆国 (1)                       |
| ソユーズTMA-13 | 2008年10月12日 | 2009年4月8日   | ユーリ・ロンチャコフ (3)                                                 | マイケル・フィンク アメリカ合衆国 (2)                                       | リチャード・ギャリオット アメリカ合衆国 (1) · チャールズ・シモニー ハンガリー (1) |
| ソユーズTMA-14 | 2009年3月26日  | 2009年10月11日 | ゲンナジー・パダルカ (3)                                                 | マイケル・バラット (1)                                                      | チャールズ・シモニー ハンガリー (2) · ギー・ラリベルテ カナダ (1)                 |
| ソユーズTMA-15 | 2009年5月27日  | 2009年12月1日  | ロマン・ロマネンコ (1)                                                   | フランク・ディベナ ベルギー (2)                                             | ロバート・サースク カナダ (2)                                                     |
| ソユーズTMA-16 | 2009年9月30日  | 2010年3月18日  | マクシム・スラエフ (1)                                                   | ジェフリー・ウィリアムズ アメリカ合衆国 (3)                                 | ギー・ラリベルテ カナダ (1)                                                       |
| ソユーズTMA-17 | 2009年12月20日 | 2010年6月2日   | オレッグ・コトフ (2)                                                     | ティモシー・クリーマー アメリカ合衆国 (1)                                   | 野口聡一 日本 (2)                                                                 |
| -------------- | -------------- | -------------- | ------------------------------------------------------------------------ | --------------------------------------------------------------------------- | --------------------------------------------------------------------------------- |

## 2010年代
| ミッション      | 打上げ日       | 帰還日                 | コマンダー                              | フライトエンジニア                                                     | リサーチコスモノート フライトエンジニア                                       |
| ソユーズTMA-18  | 2010年4月2日   | 2010年9月25日          | アレクサンドル・スクボルツォフ (1)      | ミハイル・コルニエンコ (1)                                             | トレイシー・コールドウェル アメリカ合衆国 (2)                                 |
| ソユーズTMA-19  | 2010年4月2日   | 2010年9月25日          | フョードル・ユールチキン (3)            | ダグラス・ウィーロック アメリカ合衆国 (2)                              | シャノン・ウォーカー アメリカ合衆国 (1)                                       |
| ソユーズTMA-01M | 2010年10月7日  | 2011年3月16日          | アレクサンドル・カレリ (5)              | スコット・ケリー アメリカ合衆国 (3)                                    | オレグ・スクリポチカ (1)                                                      |
| ソユーズTMA-20  | 2010年12月15日 | 2011年5月24日          | ドミトリー・コンドラティオフ (1)        | キャスリン・コールマン アメリカ合衆国 (3)                              | パオロ・ネスポリ イタリア (2)                                                 |
| ソユーズTMA-21  | 2011年4月4日   | 2011年9月16日          | アレクサンドル・サマクチャイエフ (1)    | アンドレイ・ボリセンコ (1)                                             | ロナルド・ギャレン アメリカ合衆国 (2)                                         |
| ソユーズTMA-02M | 2011年6月7日   | 2011年11月22日         | セルゲイ・ヴォルコフ (2)                | 古川聡 日本 (1)                                                        | マイケル・フォッサム アメリカ合衆国 (3)                                       |
| ソユーズTMA-22  | 2011年11月14日 | 2012年4月27日          | アントン・シュカプレロフ (1)            | アナトリー・イヴァニシン (1)                                           | ダニエル・バーバンク アメリカ合衆国 (3)                                       |
| ソユーズTMA-03M | 2011年12月21日 | 2012年7月1日           | オレグ・コノネンコ (2)                  | アンドレ・カイパース オランダ (2)                                      | ドナルド・ペティ アメリカ合衆国 (3)                                           |
| ソユーズTMA-04M | 2012年5月25日  | 2012年9月17日          | ゲンナジー・パダルカ (4)                | セルゲイ・レヴィン (1)                                                 | ジョセフ・アカバ アメリカ合衆国 (2)                                           |
| ソユーズTMA-05M | 2012年7月15日  | 2012年11月19日         | ユーリ・マレンチェンコ (5)              | スニータ・ウィリアムズ アメリカ合衆国 (2)                              | 星出彰彦 日本 (2)                                                             |
| ソユーズTMA-06M | 2012年10月23日 | 2013年3月16日          | オレッグ・ノヴィツキー (1)              | エヴゲニー・タレルキン (1)                                             | ケビン・フォード アメリカ合衆国 (2)                                           |
| ソユーズTMA-07M | 2012年12月19日 | 2013年5月14日          | ロマン・ロマネンコ (2)                  | クリス・ハドフィールド カナダ (3)                                      | トーマス・マーシュバーン アメリカ合衆国 (2)                                   |
| ソユーズTMA-08M | 2013年3月28日  | 2013年9月11日          | パーヴェル・ヴィノグラードフ (3)        | アレクサンドル・ミシュルキン (1)                                       | クリストファー・キャシディ アメリカ合衆国 (2)                                 |
| ソユーズTMA-09M | 2013年5月28日  | 2013年11月11日         | フョードル・ユールチキン (4)            | カレン・ナイバーグ アメリカ合衆国 (2)                                  | ルカ・パルミターノ イタリア (1)                                               |
| ソユーズTMA-10M | 2013年9月25日  | 2014年3月11日          | オレッグ・コトフ (3)                    | セルゲイ・リャザンスキー (1)                                           | マイケル・ホプキンス アメリカ合衆国 (1)                                       |
| ソユーズTMA-11M | 2013年11月7日  | 2014年5月14日          | ミハイル・チューリン (3)                | リチャード・マストラキオ アメリカ合衆国 (4)                            | 若田光一 日本 (4)                                                             |
| ソユーズTMA-12M | 2014年3月25日  | 2014年9月11日          | アレクサンドル・スクボルソフ (2)        | オレッグ・アルテミエフ (1)                                             | スティーブン・スワンソン (3)                                                  |
| ソユーズTMA-13M | 2014年5月28日  | 2014年11月10日         | マクシム・スラエフ (2)                  | グレゴリー・R・ワイズマン アメリカ合衆国 (1)                           | アレクサンダー・ゲルスト ドイツ (1)                                           |
| ソユーズTMA-14M | 2014年9月25日  | 2015年3月12日          | アレクサンドル・サマクチャイエフ (2)    | エレナ・セロヴァ (1)                                                   | バリー・E・ウィルモア アメリカ合衆国 (2)                                      |
| ソユーズTMA-15M | 2014年11月23日 | 2015年6月11日          | アントン・シュカプレロフ (2)            | サマンサ・クリストフォレッティ イタリア (1)                            | テリー・バーツ アメリカ合衆国 (2)                                             |
| ソユーズTMA-16M | 2015年3月27日  | 2015年9月12日          | ゲンナジー・パダルカ (5)                | ミハイル・コルニエンコ (2) · アンドレアス・モーゲンセン デンマーク (1) | スコット・ケリー アメリカ合衆国 (4) アイディン・アイムベトフ カザフスタン (1) |
| ソユーズTMA-17M | 2015年7月22日  | 2015年12月11日         | オレグ・コノネンコ (3)                  | 油井亀美也 日本 (1)                                                    | チェル・リングリン アメリカ合衆国 (1)                                         |
| ソユーズTMA-18M | 2015年9月2日   | 2016年3月2日           | セルゲイ・ヴォルコフ (3)                | アンドレアス・モーゲンセン デンマーク (1) · ミハイル・コルニエンコ (2) | アイディン・アイムベトフ カザフスタン (1) スコット・ケリー アメリカ合衆国 (4) |
| ソユーズTMA-19M | 2015年9月2日   | 2016年3月2日           | ユーリ・マレンチェンコ (6)              | ティモシー・コプラ アメリカ合衆国 (2)                                  | ティモシー・ピーク イギリス (1)                                               |
| ソユーズTMA-20M | 2016年3月16日  | 2016年9月7日           | アレクセイ・オブチニン (1)              | オレグ・スクリポチカ (2)                                               | ジェフリー・ウィリアムズ アメリカ合衆国 (4)                                   |
| ソユーズMS-01   | 2016年7月7日   | 2016年10月30日         | アナトーリ・イヴァニシン (2)            | 大西卓哉 日本 (1)                                                      | キャスリーン・ルビンズ アメリカ合衆国 (1)                                     |
| ソユーズMS-02   | 2016年10月19日 | 2017年4月10日          | セルゲイ・リジコフ (1)                  | アンドレイ・ボリシェンコ (2)                                           | シェーン・キンブロー アメリカ合衆国 (2)                                       |
| ソユーズMS-03   | 2016年11月17日 | 2017年6月2日           | オレッグ・ノヴィツキー (2)              | トーマス・ペスケ フランス (1)                                          | ペギー・ウィットソン アメリカ合衆国 (3)                                       |
| ソユーズMS-04   | 2017年4月20日  | 2017年9月3日           | フョードル・ユールチキン (5)            | ジャック・D・フィッシャー アメリカ合衆国 (1)                           | ペギー・ウィットソン アメリカ合衆国 (3)                                       |
| ソユーズMS-05   | 2017年7月28日  | 2017年12月14日         | セルゲイ・リャザンスキー (2)            | ランディ・ブレスニク アメリカ合衆国 (2)                                | パオロ・ネスポリ イタリア (3)                                                 |
| ソユーズMS-06   | 2017年9月12日  | 2018年2月28日          | アレクサンドル・ミシュルキン (2)        | マーク・T・ヴァンデハイ アメリカ合衆国 (2)                             | ジョセフ・アカバ アメリカ合衆国 (3)                                           |
| ソユーズMS-07   | 2017年11月17日 | 2018年6月3日           | アントン・シュカプレロフ (3)            | スコット・ティングル アメリカ合衆国 (1)                                | 金井宣茂 日本 (1)                                                             |
| ソユーズMS-08   | 2018年3月21日  | 2018年10月4日          | オレッグ・アルテミエフ (2)              | アンドリュー・フューステル アメリカ合衆国 (2)                          | リチャード・アーノルド アメリカ合衆国 (1)                                     |
| ソユーズMS-09   | 2018年6月6日   | 2018年12月20日         | セルゲイ・プロコピエフ (1)              | アレクサンダー・ゲルスト ドイツ (2)                                    | セリーナ・オナン・チャンセラー アメリカ合衆国 (1)                             |
| ソユーズMS-10   | 2018年10月11日 | 2018年10月11日         | アレクセイ・オブチニン (2)              | ニック・ヘイグ アメリカ合衆国 (1)                                      | －                                                                            |
| ソユーズMS-11   | 2018年12月3日  | オレグ・コノネンコ (4) | デイヴィッド・サン＝ジャック カナダ (1) | アン・マクレイン アメリカ合衆国 (1)                                    | －                                                                            |
| --------------- | -------------- | ---------------------- | --------------------------------------- | ---------------------------------------------------------------------- | ----------------------------------------------------------------------------- |